# Rivera de Guadalupe
Rivera de Guadalupe es una localidad del estado mexicano de Guanajuato. Es parte del municipio de Irapuato.

## Demografía
| Gráfica de evolución demográfica |
|                                  |

| Censo | Población |
| ----- | --------- |
| 1900  | 126       |
| 1910  | 116       |
| 1921  | 93        |
| 1930  | 115       |
| 1940  | 166       |
| 1950  | 215       |
| 1960  | 311       |
| 1970  | 467       |
| 1980  | 700       |
| 1990  | 1 039     |
| 2000  | 998       |
| 2010  | 988       |
| 2020  | 1 056     |